# Hygromia
Hygromia és un gènere de gastròpodes eupulmonats terrestres de la família Hygromiidae, i el gènere tipus de la família.

## Taxonomia
El gènere Higromia inclou cinc espècies, una d'elles extinta:
- Hygromia carinatissima (Sacco, 1886) †
- Hygromia cinctella (Draparnaud, 1801)
- Hygromia limbata (Draparnaud, 1805)
- Hygromia odecea (Bourguignat, 1882)
- Hygromia tassyi (Bourguignat, 1884)

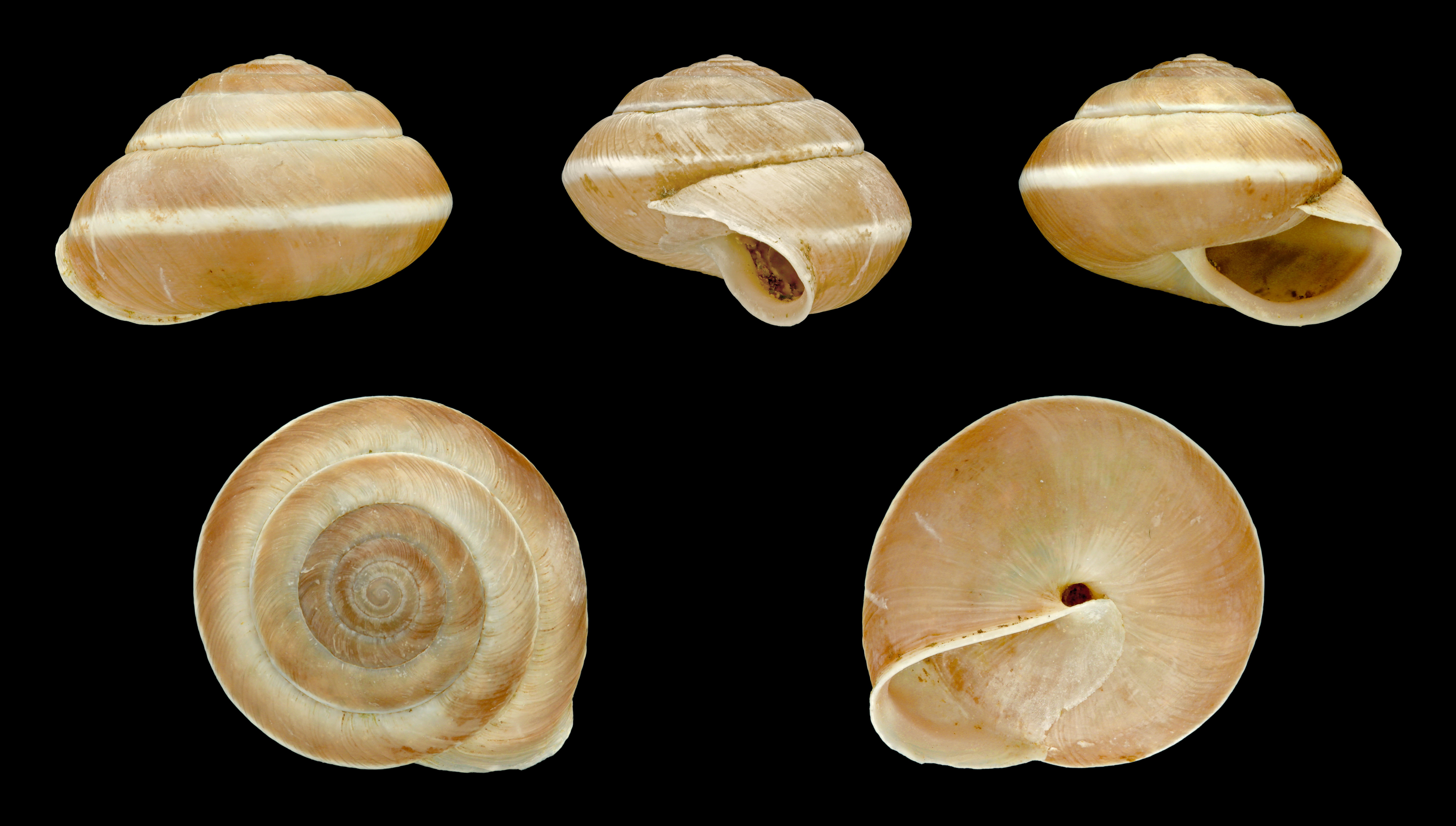
Hygromia limbata
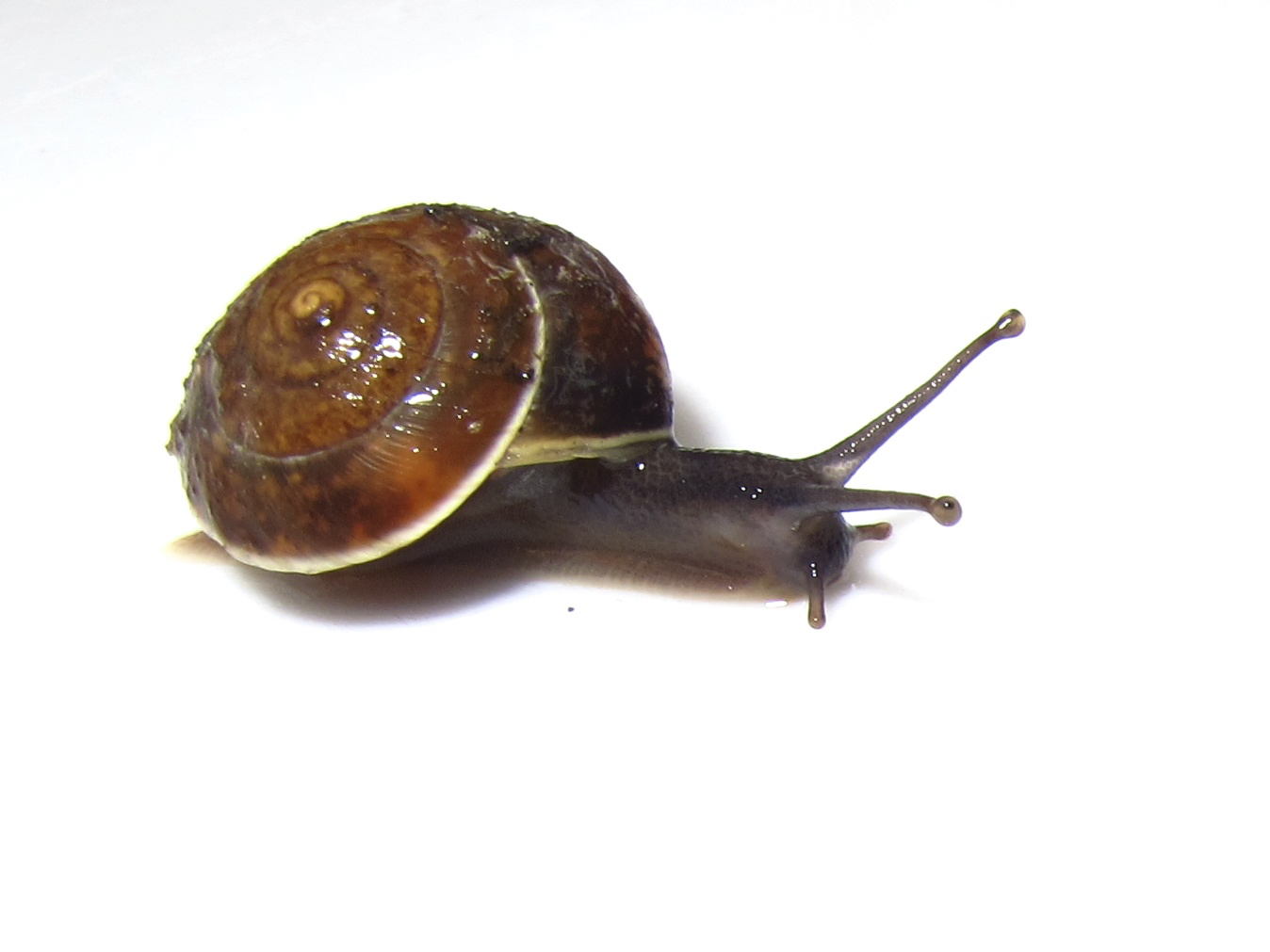
Hygromia cinctella